# 2025年冬季ワールドユニバーシティゲームズ
2025年冬季ワールドユニバーシティゲームズ (英語: Torino 2025 FISU World University Games Winter) は、2025年1月13日から1月23日までイタリアのトリノで開催の第32回冬季ユニバーシアード。同市での冬季ユニバーシアード開催は2007年以来18年ぶり2回目。1959年、1970年には夏季大会も開催され、夏冬合わせて4回目となる。

## 実施競技
次の11競技が実施される。
- アルペンスキー（詳細）
- バイアスロン（詳細）
- クロスカントリースキー（詳細）
- カーリング（詳細）
- フィギュアスケート（詳細）
- フリースタイルスキー（詳細）
- アイスホッケー（詳細）
- ショートトラックスピードスケート（詳細）
- スノーボード（詳細）
- スキーオリエンテーリング（詳細）
- 山岳スキー（詳細）